# Den mystiske Villa
Den mystiske Villa er en tysk stumfilm fra 1914 af Joe May.

## Medvirkende
- Ernst Reicher som Stuart Webbs.
- Sabine Impekoven.
- Julius Falkenstein.
- Carl Auen.
- Werner Krauss.